# Marie-France Banc
 (décembre 2014).
 (mai 2013).
Marie-France Banc, née le 30 mai 1876 à Plats, Ardèche, et morte le 27 mars 1965 à Saint-Félicien, religieuse française, est une Juste parmi les nations.

## Biographie
À 17 ans, elle entre au noviciat et reçoit le nom de « Sœur Marie des Anges ». Elle enseigne à Saint-Victor, Arras (Pas-de-Calais), Saint-Félicien et Arlebosc en tant qu'institutrice diplômée.
Elle est supérieure générale de la congrégation de 1927 à 1945. Marie-France Banc est institutrice au couvent Saint-Joseph en 1942, elle deviendra la supérieure du pensionnat.
En décembre 1942, Marie-France Banc accueille deux enfants juifs en danger dans son couvent : Henri Amzel âgé au moment des faits de 10 ans, et sa sœur Denise qui avait alors 6 ans. Leurs parents étaient des émigrés juifs d’Europe de l’Est.
Jusqu’à la Libération, Marie Banc offre aux enfants de la famille Amzel l’hébergement et la scolarité malgré les visites fréquentes de la milice au village.
Le 4 mars 2001, Yad Vashem décerne à Marie Banc le titre de Juste parmi les nations,.
Une plaque commémorative est installée sur sa maison natale et dévoilée par le maire du village de Plats lors d'une cérémonie officielle qui s'est tenue le samedi 30 mai 2009.

### Sources
- « Banc Marie-France »(Archive.org • Wikiwix • Archive.is • Google • Que faire ?), sur yadvashem-france.org